# Кнюпфер, Рудольф Егорович
Рудольф Отто фон Кнюпфер (в русских текстах Рудольф Егорович, нем. Rudolf Otto von Knüpffer; 20 февраля [4 марта] 1831, приход Клейн Мариен, Везенбергский уезд, Эстляндская губерния, Российская империя — 10 [23] июля 1900, Ревель) — эстонский архитектор, автор многочисленных зданий в Таллине. Действительный статский советник (с 1891 года).

## Биография
Родился в семье балтийских немцев. Отец — Георг Магнус Кнюпфер (нем. Georg Magnus Knüpffer; 1786—1863) был учителем и пастором прихода Клейн Мариен.
Первоначальное образование получил в Дерптской гимназии. В 1845 году поступил в Петербургское строительное училище, которое окончил в 1852 году по первому разряду со званием архитекторского помощника. В том же году назначен помощником начальника искусственного стола эстляндской губернской строительной и дорожной комиссии, а в 1854 году стал начальником этого же стола.
Во время Крымской войны был командирован на строительные работы для военных нужд в Эстляндской губернии. В 1860 году удостоен звания архитектора. В 1863 году занял место архитектора при той же комиссии, в 1865 году назначен младшим архитектором эстляндского губернского правления.
С 1874 по 1880 год состоял в должности помощника архитектора департамента уделов и занимался капитальным ремонтом Екатеринентальского дворца в Ревеле. С 1877 года — губернский инженер. Кроме того, с 1855 по 1860 года состоял при канцелярии эстляндского дворянства строителем мостов в Эстляндской губернии, в 1870—1878 годах — ревельский городской архитектор; с 1883 года занимался страховым делом.
24 января 1891 года произведён в чин действительного статского советника. Последние годы состоял причисленным к Министерству внутренних дел. Имел награды: орден Святого Станислава 2-й степени (1877), орден Святой Анны 2-й степени (1881), орден Святого Владимира 3-й степени (1887), медаль «В память войны 1853—1856», медаль «В память царствования императора Александра III», медаль «В память царствования Императора Николая I», знак отличия беспорочной службы за XL лет.
Скончался 10 [23] июля 1900 года в Ревеле.

## Семья
В 1862 году женился на Юлии Вильгельмине фон Крузенштерн (1839—1917), дочери вице-адмирала П. И. Крузенштерна. В браке родились:
- Пауль Георг Рудольф (1863—1920)
- Адам Иоганн (1864—1946)
- Камилла Аспазия Мария Софи (1870—1926)
- Рудольф Карл Аксель Юлиус (род. 1873)
- Алиса Матильда Шарлотта Аврора (род. 1878)

## Проекты и постройки

### Таллин
- Восстановление сгоревшего каменного театра (по проекту архитектора Архиереева)[6]. Улица Лай, 1 (1859–1860).
- Церковь Каарли (по проекту архитектора О. Гиппиуса). Улица Тоомпеа, 10 (1863—1870).
- Балтийский вокзал. Тоомпуйестеэ, 37 (1870–1871, не сохранилось).
- Часовня семейного кладбища Козе. Улица Руммутеэ, 3d (1870–1874, восстановлена в 1999—2003).
- Здание старой пожарной части (по проекту Ф. Кордеса). Улица Вана-Виру, 14 (1871—1872)[7].
- Капитальный ремонт дворца Кадриорг и строительство служб при нём (1872—1881).
- Дом Йоханнеса Хауна. Тоомпуйестеэ, 10 (1874).
- Жилой дом. Улица Пюссироху, 7 (1876).
- Перестройка жилого дома на улице Пикк, 68 (1878)[8].
- Здание тюрьмы. Улица Вене, 25 (1875—1879)[9].
- Жилой дом. Улица Татари, 36 (1878, перестроен).
- Жилой дом. Улица Кулласепа, 2/улица Дункри, 1 (1878)[10].
- Здание. Улица Харью, 6 (1880).
- Жилой дом. Тоомпуйестеэ, 18/ улица Фальги, 6 (1881)[11].
- Здание. Улица Суур-Карья, 18 (1886, перестроено).
- Здание Таллиннского русского общественного собрания (совместно с М. Т. Преображенским). Бульвар Эстония, 8 (1894—1895)[12].
- Женская гимназия. Тартуское шоссе, 1 (1885, перестроено).
- Комплекс зданий Таллинского газового завода. Бульвар Пыхья (1865, сохранился частично).
- Дрожжевой завод. Улица Карла Роберта Якобсона, 14/улица Юхана Кундера, 15 (1880, перестроено).
- Спирто-ректификационный завод с домом управления. Бульвар Мере, 8 (1888, надстроено)[13].
- Несколько каменных публичных бань.
- Дом Артура Цур-Милена. Бульвар Каарли, 11 (не сохранился).
- Перестройка жилого дома на площадь Лосси, 2 (1890)[14].
- Жилой дом. Улица Теллискиви, 25 (1894).
- Комплекс зданий Балтийской мануфактуры и жилые дома для служащих. Улица Ситси (1899—1905).
- Вилла Коха. Улица Пикк, 73 (1900—1902).

### Другие места
- Церковь Святого Петра в Тарту (1883—1884, по проекту архитектора В. А. Шрётера).
- Кирха Святого Петра в Нарве (1885–1886, не сохранилась).
- Курзал в Хаапсалу (1897—1898)[15][16].
- Церковь Рождества Пресвятой Богородицы в Алайыэ (1888—1889).
- Кирха Святого Николая в Нарва-Йыэсуу (1897–1900, не сохранилась)
- Православная церковь в с. Ристе.
- Здание суда в Раквере[15]

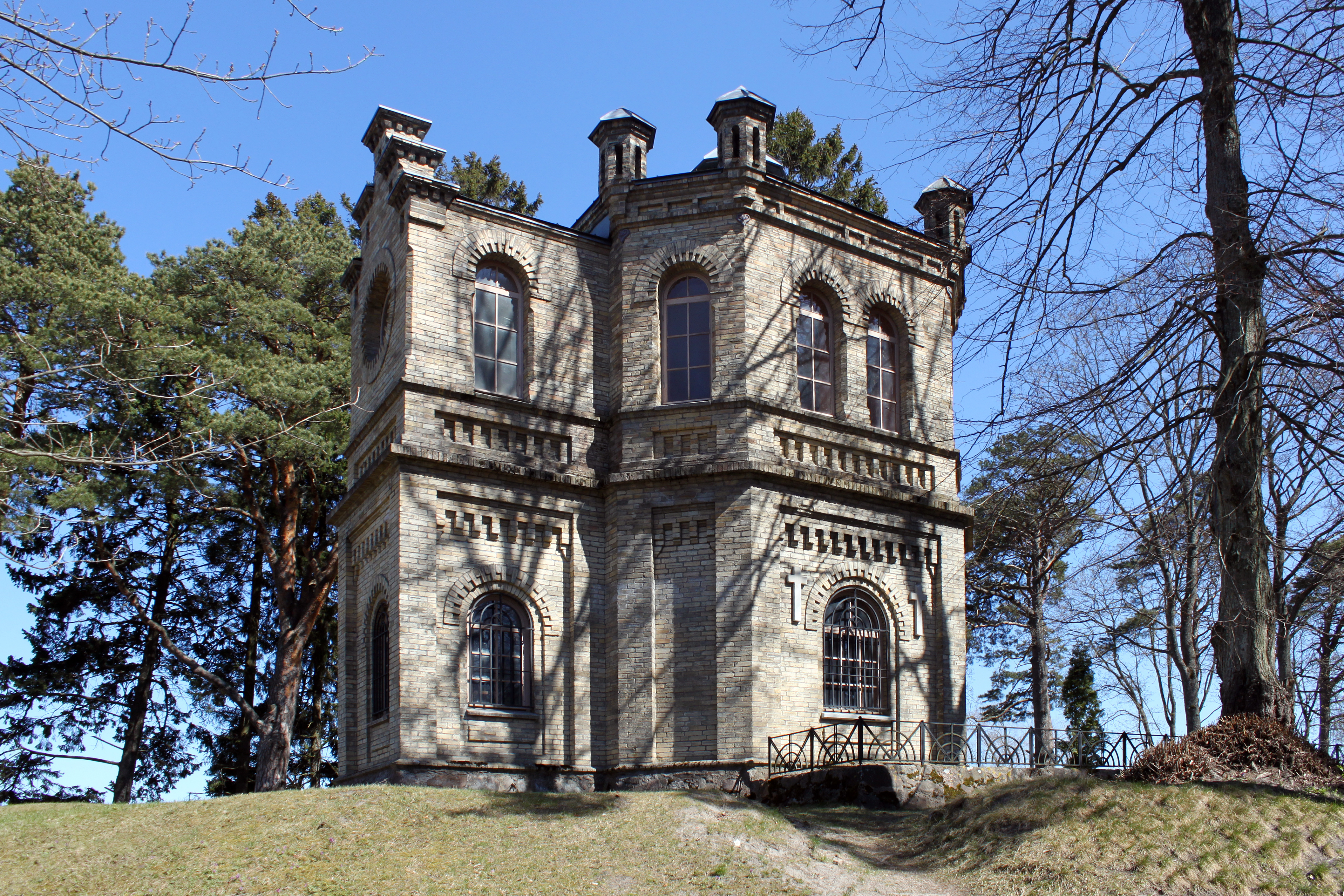
Часовня семейного кладбища Козе
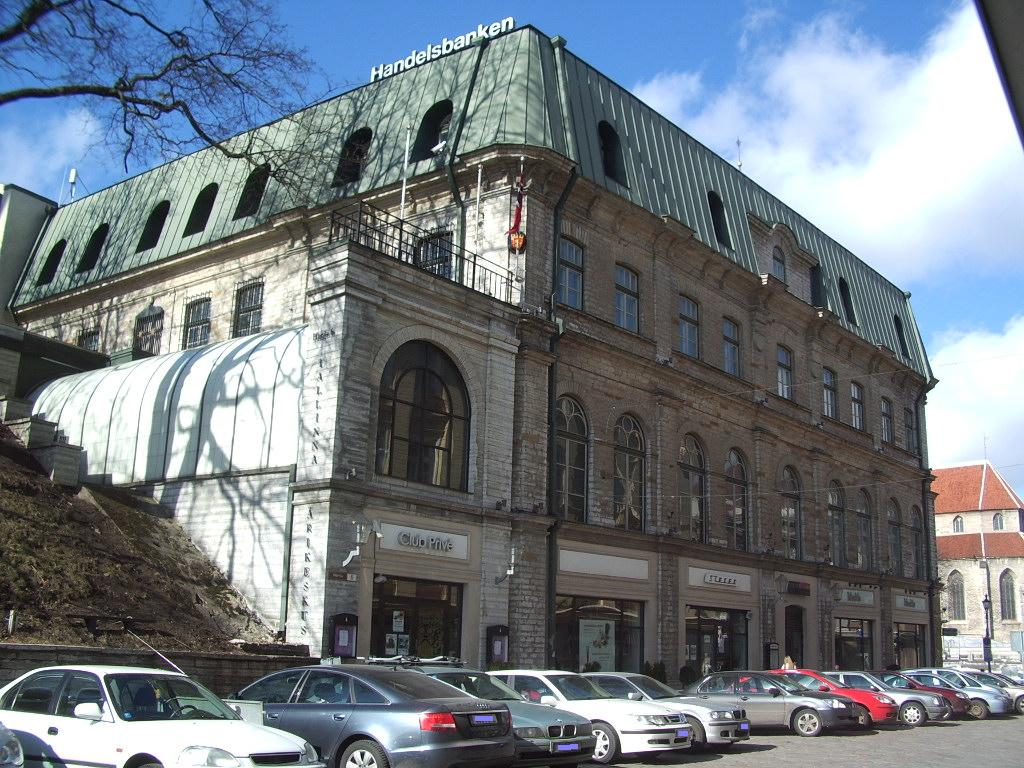
Дом на улице Харью, 6
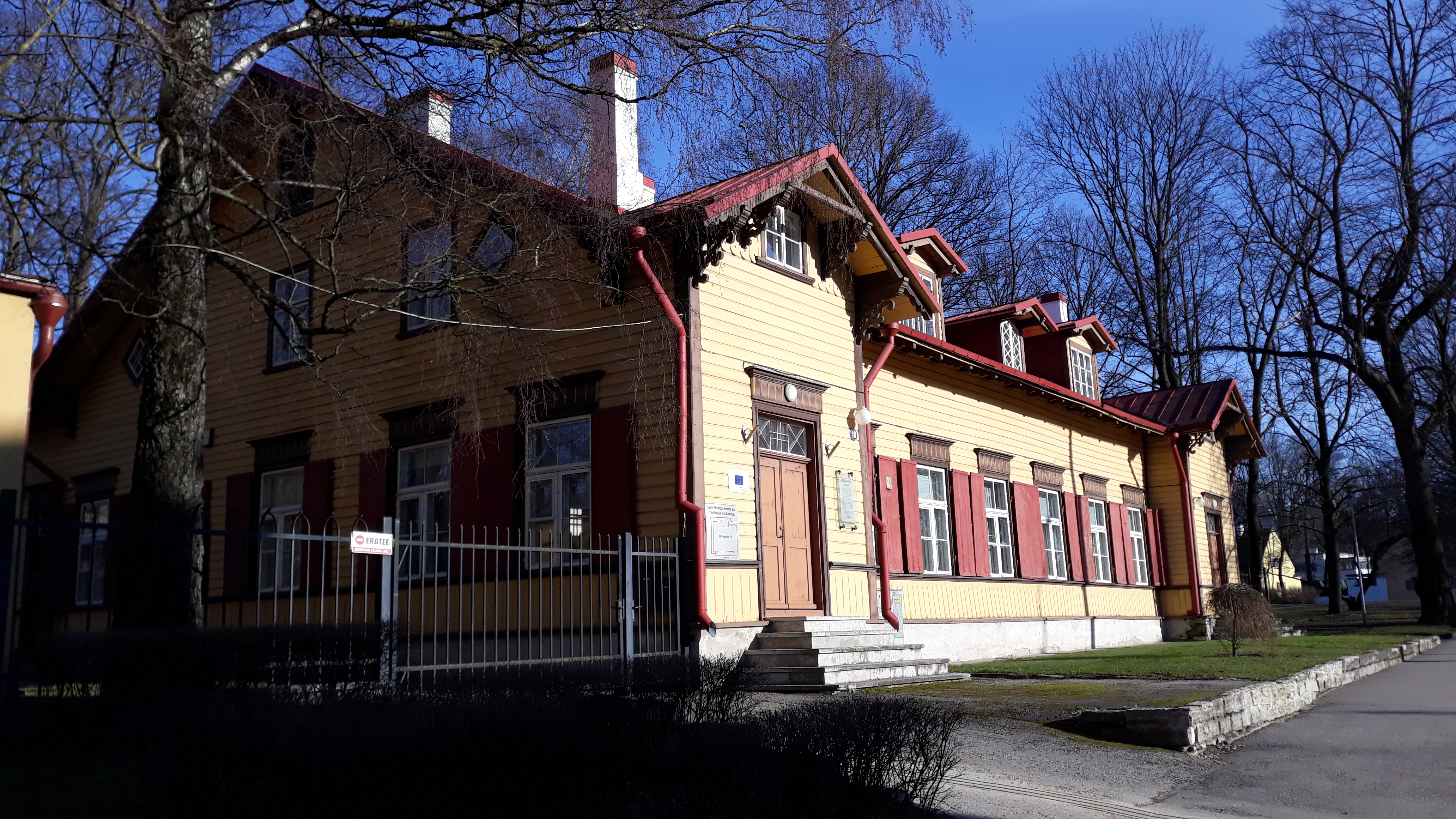
Дом на Тоомпуйестеэ, 10
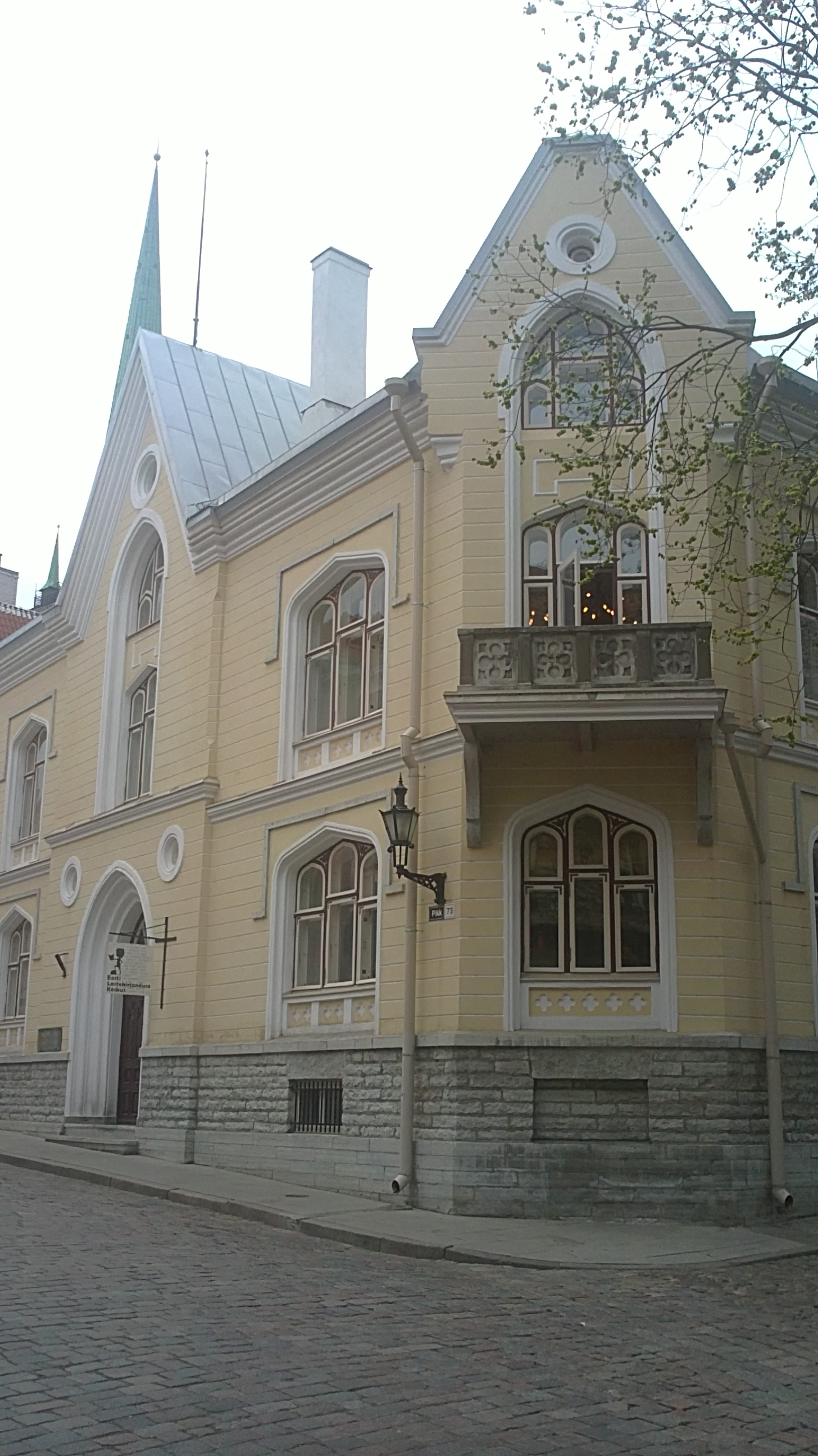
Вилла Коха на улице Пикк, 73
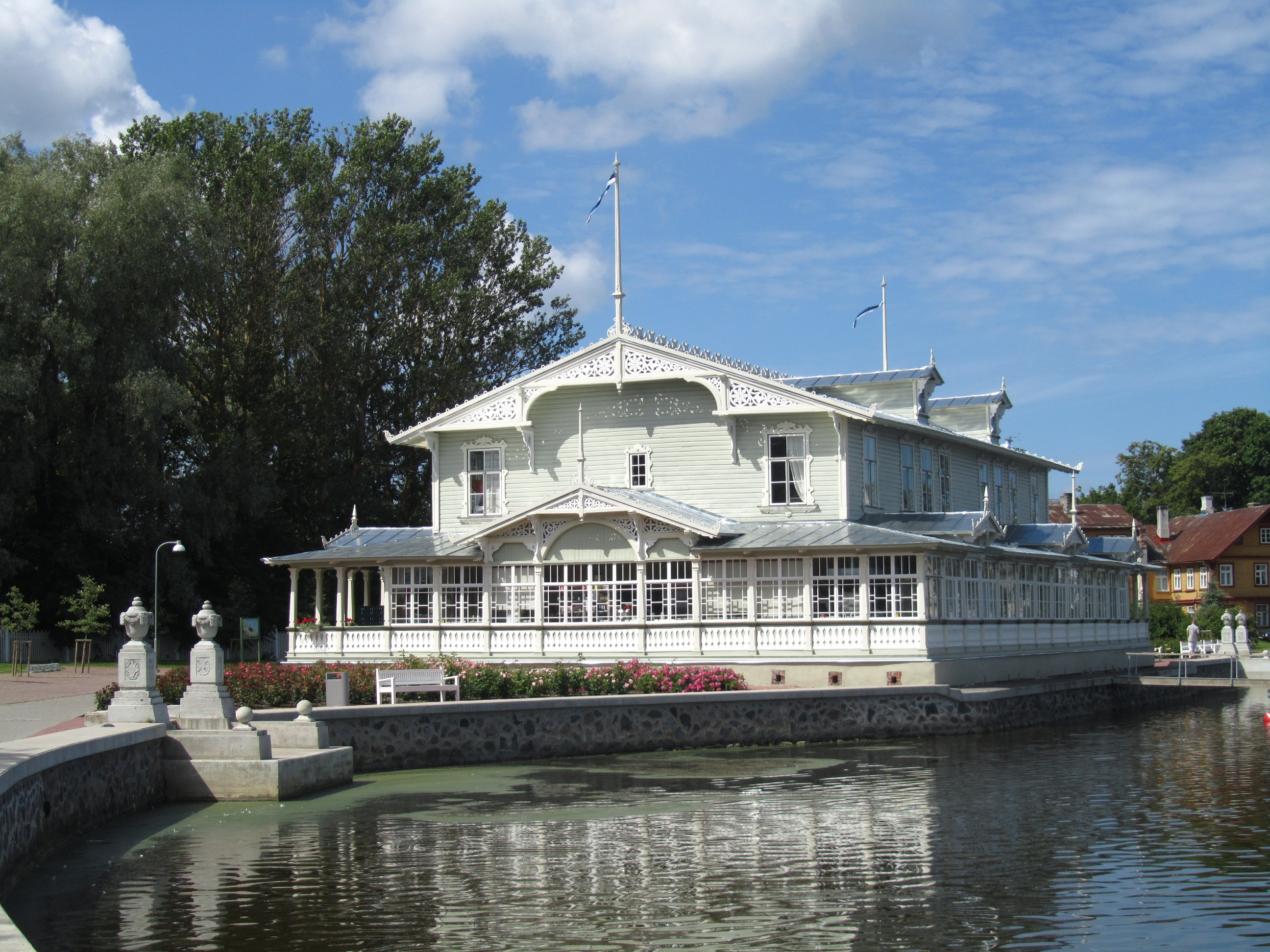
Курзал в Хаапсалу
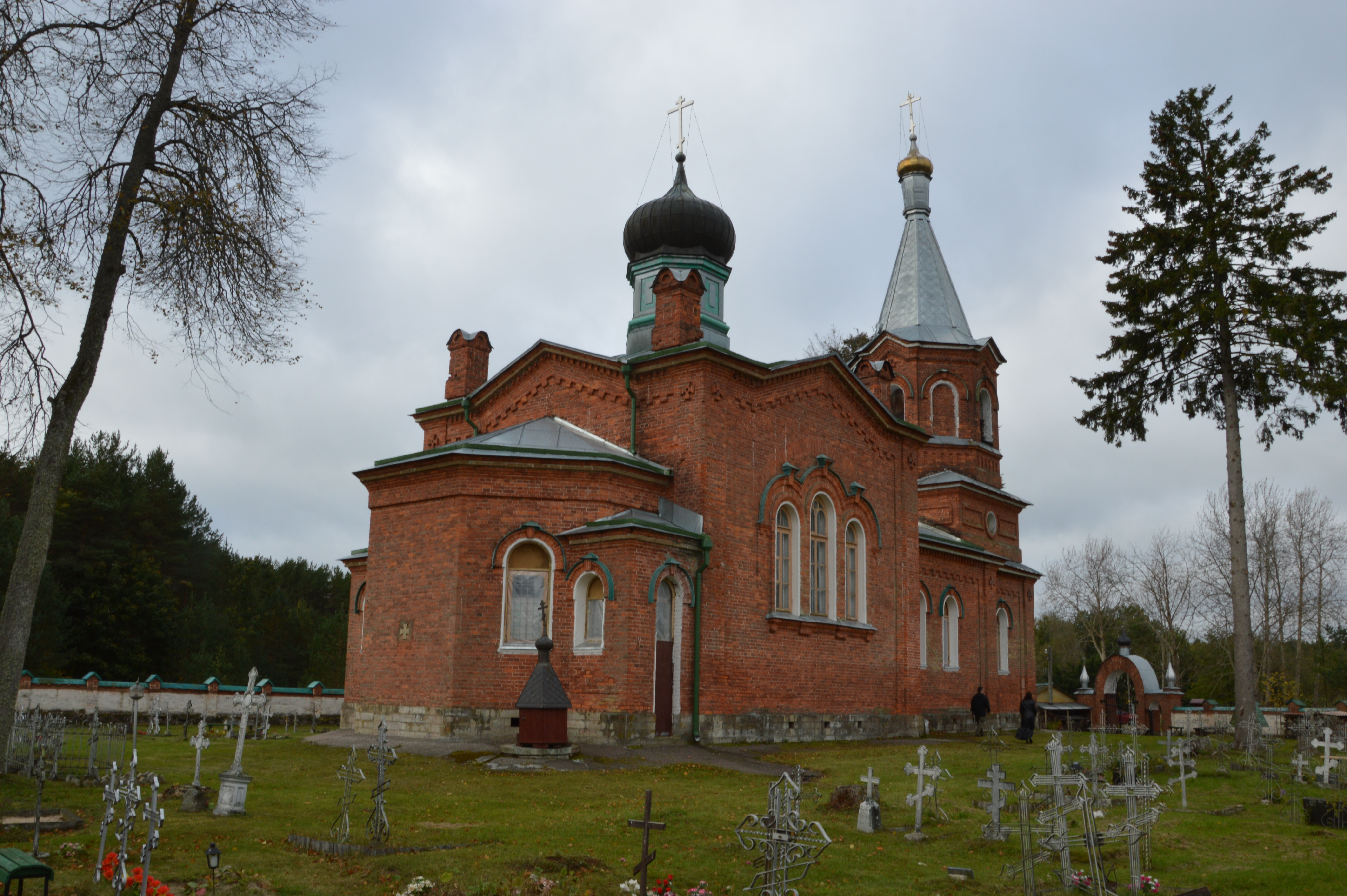
Церковь в Алайыэ
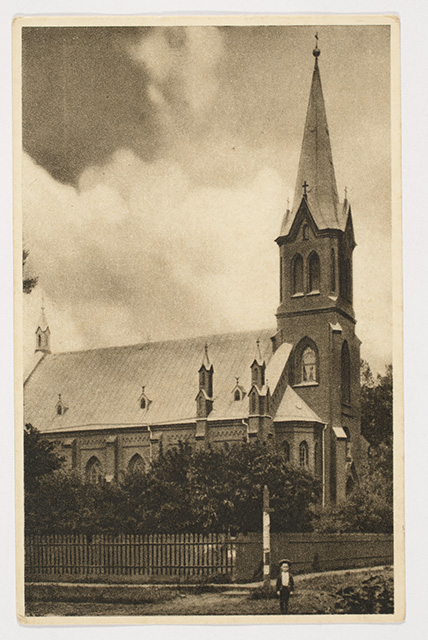
Кирха Святого Николая в Нарва-Йыэсуу
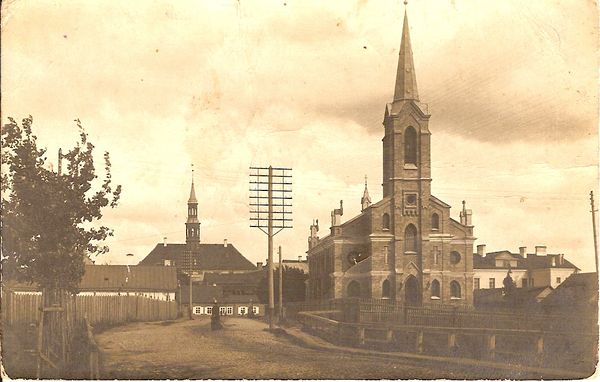
Кирха Святого Петра в Нарве